# بيلي تشايلز
بيلي تشايلز (بالإنجليزية: Billy Chiles) هو لاعب كرة قدم أمريكي، ولد في 14 يناير 1985 في واشنطن العاصمة في الولايات المتحدة. لعب مع Crystal Palace Baltimore ‏.